# 第30回カンヌ国際映画祭
第30回カンヌ国際映画祭（だい30かいカンヌこくさいえいがさい）は1977年5月12日から27日にかけて開催された。

## 受賞結果
- パルム・ドール：『父/パードレ・パドローネ』（パオロ&ヴィットリオ・タヴィアーニ）
- 男優賞：フェルナンド・レイ （『Elisa, vida mía』）
- 女優賞：シェリー・デュヴァル （『三人の女』）、モニーク・メルキューレ （『J.A. Martin photographe』）
- 新人監督賞：リドリー・スコット （『デュエリスト/決闘者』）
- 音楽賞：ノーマン・ホイットフィールド（『カー・ウォッシュ』）

## 審査員

### コンペティション部門
- 審査委員長 
  - ロベルト・ロッセリーニ （イタリア/監督）
- 審査員
  - アナトール・ドーマン (フランス/プロデューサー)
  - ユーリー・オゼロフ (ソ連/監督)
  - ジャック・ドゥミ (フランス/監督)
  - マルト・ケラー (スイス/女優)
  - ブノワト・グルー (フランス/作家)
  - カルロス・フェンテス (メキシコ/作家)
  - ンスーガン・アグベルマニョン (トーゴ/作家)
  - ポーリン・ケール (アメリカ/ジャーナリスト)

## 上映作品

### コンペティション部門
アルファベット順。邦題がない場合は原題の下に英題。
| 題名 原題                                           | 監督                              | 製作国                         |
| --------------------------------------------------- | --------------------------------- | ------------------------------ |
| 三人の女 3 Women                                    | ロバート・アルトマン              | アメリカ合衆国                 |
| Bang!                                               | ヤン・トロエル                    | スウェーデン                   |
| Black Joy                                           | アンソニー・シモンズ              | イギリス                       |
| ウディ・ガスリー/わが心のふるさと Bound for Glory   | ハル・アシュビー                  | アメリカ合衆国                 |
| Budapesti mesék (Budapest Tales)                    | イシュトヴァン・サボー            | ハンガリー                     |
| カー・ウォッシュ Car Wash                           | マイケル・シュルツ                | アメリカ合衆国                 |
| アメリカの友人 Der amerikanische Freund             | ヴィム・ヴェンダース              | 西ドイツ フランス              |
| Elisa, vida mía (Elisa, My Life)                    | カルロス・サウラ                  | スペイン                       |
| 雪に咲いたバラ Gruppenbild mit Dame                 | アレクサンドル・ペトロヴィッチ    | 西ドイツ フランス              |
| イフゲニア Ιφιγένεια                                | マイケル・カコヤニフ              | ギリシャ                       |
| J.A. Martin Photographer                            | ジャン・ボーダン                  | カナダ                         |
| Kičma (Backbone)                                    | Vlatko Gilic                      | ユーゴスラビア                 |
| La Communion solennelle (Solemn Communion)          | ルネ・フェレ                      | フランス                       |
| レースを編む女 La Dentellière                       | クロード・ゴレッタ                | スイス フランス 西ドイツ       |
| トラック Le Camion                                  | マルグリット・デュラス            | フランス                       |
| 狩人 Οι Κυνηγοί                                     | テオ・アンゲロプロス              | ギリシャ フランス 西ドイツ     |
| 父/パードレ・パドローネ Padre padrone               | パオロ&ヴィットリオ・タヴィアーニ | イタリア                       |
| Подранки (Wounded Game)                             | ニコライ・グベンコ                | ソビエト連邦                   |
| デュエリスト/決闘者 The Duellists                   | リドリー・スコット                | イギリス                       |
| Un Borghese piccolo piccolo (An Average Little Man) | マリオ・モニチェリ                | イタリア                       |
| 男と女のアヴァンチュール/紫のタクシー Un taxi mauve | イヴ・ボワッセ                    | フランス イタリア アイルランド |
| 特別な一日 Una giornata particolare                 | エットーレ・スコラ                | イタリア フランス              |

### 特別招待作品
- La Bible - マルセル・カルネ（フランス）
- La stanza del vescovo - ディーノ・リージ（イタリア）
- Pele - フランソワ・レシャンバック（メキシコ）
- スラップ・ショット - ジョージ・ロイ・ヒル（アメリカ）